# 1985–1986-os magyar női labdarúgó-bajnokság (első osztály)
A magyar női labdarúgó-bajnokság első osztályában 1985–86-ban tíz csapat küzdött a bajnoki címért. A második hivatalos bajnokságban ismét a Ferencvárosi László Kórház szerezte meg a bajnoki címet.

## Végeredmény
| #   | Csapat                       | M  | GY | D | V  | G+ – G– | GK   | P  | Megjegyzések |
| --- | ---------------------------- | -- | -- | - | -- | ------- | ---- | -- | ------------ |
| 1.  | Ferencvárosi László KórházCV | 18 | 17 | 1 | 0  | 88–5    | +83  | 35 | Bajnok       |
| 2.  | Renova Spartacus             | 18 | 15 | 0 | 3  | 105–20  | +85  | 30 |              |
| 3.  | Femina Észak-Pesti ÁFÉSZ     | 18 | 13 | 1 | 4  | 82–17   | +65  | 27 |              |
| 4.  | Budapesti Volán SC           | 18 | 11 | 1 | 6  | 55–22   | +33  | 23 |              |
| 5.  | Szegedi Paprika SC           | 18 | 6  | 4 | 8  | 30–34   | −4   | 16 |              |
| 6.  | Egri Lendület                | 18 | 6  | 3 | 9  | 39–40   | −1   | 15 |              |
| 7.  | Gyulai SE                    | 18 | 6  | 2 | 10 | 38–49   | −11  | 14 |              |
| 8.  | Tipográfia Vénusz            | 18 | 6  | 1 | 11 | 41–63   | −22  | 13 |              |
| 9.  | Székesfehérvári Postás       | 18 | 3  | 1 | 14 | 25–39   | −14  | 7  |              |
| 10. | Fővárosi Sűtőipari SE        | 18 | 0  | 0 | 18 | 2–216   | −214 | 0  |              |

A bajnok Ferencvárosi László Kórház játékosai
Németh Mónika, Póka Ágnes, Tóth Zsuzsanna kapusok – Agócs Annamária, Bukovszki Jenőné, Jenei Anikó, Kerekes Anikó, Kopcsák Erzsébet, Kovács Júlia, Kovácsné Nagy Zsuzsanna, Krecz Ildikó, Lovász Gyöngyi, Molnár Andrea, Németh Borbála, Polyák Ibolya, Pribéli Judit, Tóth Ágota, Tóth Ilona, Tóth Judit, Uri-Kovács Zsuzsanna.

## A góllövőlista élmezőnye
| Gól                                                 | Név       | Csapat           |
| --------------------------------------------------- | --------- | ---------------- |
| ?                                                   | Kern Edit | Renova Spartacus |
| Forrás: Futball '93 (Budapest, 1994) ISSN 1217-873X |           |                  |